# Cupaniopsis phanerophlebia
Cupaniopsis phanerophlebia är en kinesträdsväxtart som beskrevs av Merrill & Perry. Cupaniopsis phanerophlebia ingår i släktet Cupaniopsis och familjen kinesträdsväxter. Inga underarter finns listade i Catalogue of Life.